# Ronney Pettersson
Ronney Pettersson (1940. április 26. – 2022. szeptember 26.) válogatott svéd labdarúgó, kapus.

## Pályafutása

### Klubcsapatban
1958–1970 között a Djurgårdens IF labdarúgócsapat tagja volt, ahol 114 alkalommal lépett pályára. 1971–1977 között a Hudiksvalls FF tagja volt; itt 58-szor szerepelt.

### A válogatottban
1966–1969 között 17 alkalommal szerepelt a svéd válogatottban. Részt vett az 1970-es világbajnokságon.

## Sikerei, díjai
Djurgården
- Svéd bajnok (3): 1959, 1964, 1966